# Мікро-бікіні

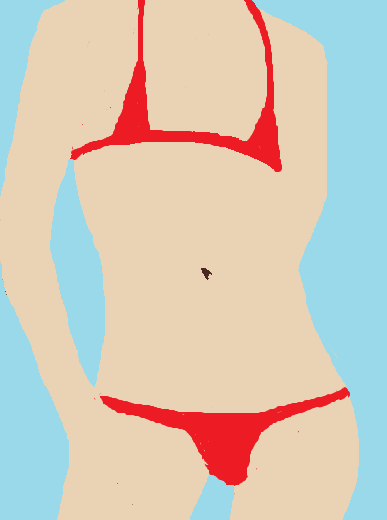
Схема мікрокіні

Мікро-бікіні, мікрокі́ні (англ. microkini) — різновид бікіні з мінімальним покриттям тіла. Є переважно жіночим купальним костюмом, але існують моделі і для чоловіків.
Мікро-бікіні також можуть називати «нано-бікіні», «нанокіні» (англ. nanokini), але так доречніше називати бікіні з гранично малим прикриттям тіла.

## Історія
Подібні купальні костюми ведуть свою історію з 1970 року, коли на пляжах міста Веніс (Каліфорнія) нудизм був заборонений. Прибічникам нудизму вдалося добитися права знаходитися на пляжі в крихітних купальниках, у яких вони могли би відчувати себе майже оголеними, не порушуючи суспільної моралі. До 1975 року мікро-купальники шили в домашніх умовах, потім почалося їх промислове виробництво. Поширенню популярності мікро-бікіні сприяли акторки, які з'являлися в такому вбранні на екранах.

## Опис
Призначення мікро-бікіні — приховати ділянки геніталій (у жінок — також сосків), максимально відкриваючи тіло. Існують кілька різновидів мікрокіні, у яких використовуються різні способи кріплення.
- Мікро-бікіні на бретелях — найбільш поширений тип. Шматочки тканини площиною кілька квадратних сантиметрів у промежині і на сосках закріпляються за допомогою бретель, розташування яких може бути різним. Зазвичай трусики являють собою T-, V- або G-стринги, а верхня частина (бюстгальтер) складається з двох маленьких клаптиків, що прикривають ділянки сосків. Самі клаптики можуть мати прямокутну, трикутну, трапецієподібну або сочкоподібну форму, їхнє розташування може бути вертикальним або горизонтальним.

Мікро-купальник може бути виконаний як слінг-бікіні: бретелі йдуть від шматочка тканини в промежині догори, прикривають ділянки сосків, проходять над плечима і спускаються до сідниць і промежини ззаду. Можливі і мішані варіанти: трусики замінені смугою тканини, що кріпиться обома кінцями до бюстгальтера звичайної форми. Екстремальні варіанти слінг-бікіні (з відкритими сосками і промежиною) іноді називаються «пікабу» (peekaboo).
Окрім того, існують моделі з прозорими бретелями: це створює ілюзію безбретельного мікро-купальника.
- Мікро-бікіні без бретель (в англомовних країнах також поширена назва strapless bikini) — різновид мікро-купальника, де елементи тримаються на тілі або за допомогою пружної силіконової рамки (C-стринги), або за рахунок липкої внутрішньої поверхні. У деяких країнах купальники і спідню білизну з клейкою поверхнею називають словом maebari — за назвою японських трусиків-маебарі (яп. 前貼り). У 2014 році дизайнерка Дженні Б'юттнер з своїм брендом Shibue Couture представили новий варіант маебарі (що закриває ділянку ануса), призначений для західного ринку і названий No-Line Strapless Panty[5].

## Нано-бікіні
Нано-бікіні, нанокіні — іноді вживана назва найекстемальніших купальників з граничним відкриттям тіла. Деякі з них зроблені з поворозок, що своїми лініями тільки імітують бікіні, не прикриваючи геніталій і сосків.
У квітні 2017 з'явилося повідомлення про виникнення нового виду мікро-бікіні. Дизайнер з Гаїті Хоель Альварес (Joel Alvarez) створив бікіні з тонких золотих листочків, які наклеюються на тіло, утворюючи різноманітні фігури.